# Barkston Ash
Barkston Ash – wieś w Anglii, w hrabstwie North Yorkshire, w dystrykcie (unitary authority) North Yorkshire. Leży 20 km na południowy zachód od miasta York i 268 km na północ od Londynu.